# Luís José de Matos
Luiz José de Mattos Chaves Lavrador (Chaves, 3 de janeiro de 1860 — Rio de Janeiro, 15 de janeiro de 1926) foi o fundador do racionalismo cristão. Radicou-se no Brasil com a família quando tinha 14 anos de idade.
Dotado de grande inteligência e de invulgar espírito empreendedor, já aos 23 anos tornava-se próspero homem de negócios, como grande comerciante de café na praça de Santos, não parando aí sua incursão pela atividade empresarial, ao fundar, entre várias companhias, uma estrada de ferro e uma de natureza financeira – o Banco de Santos.
Frequentou o espiritismo kardecista, e teve a intuição de reformá-lo, pois o julgava ser demasiadamente religioso e pouco científico ou racional. Junto com Luiz Alves Thomaz, foi o fundador da filosofia espiritualista Racionalismo Cristão no ano de 1910. Inaugurando no Rio, em 1912, a sua sede, o Centro Espírita Redentor, onde até hoje são explanados os princípios da sua doutrina. Quatro anos depois, precisamente no dia 19 de dezembro de 1916, fundou o jornal "A Razão", de circulação nacional.
Colaborou, dos cinquenta aos sessenta e seis anos de sua vida, para estudos na área da ciência espírita, vindo a escrever grandes obras literárias. Veio a falecer na cidade do Rio de Janeiro em 15 de janeiro de 1926.